# Fils porteurs
Les fils porteurs sont à la base du palissage. 

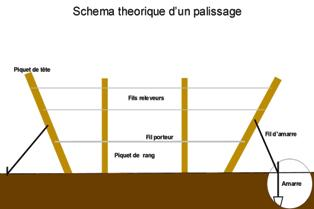

## Rôles
Ils supportent le poids de la végétation et celui du raisin. Selon les formes de taille et les pratiques régionales, ils servent d’attache ou de support aux ceps, aux baguettes, cordons ou lattes, et dans certains cas aux tuteurs. Leur choix doit dépendre de plusieurs critères,.

## Matériaux
Ils sont exclusivement réalisés en métal.

## Dimension
Ils doivent être adaptés au type de taille et à la charge de raisin.